# Plexicushion
Il Plexicushion è una superficie dura per campi da tennis a base acrilica,  prodotta e distribuita dall'azienda Plexipave, situata in Massachusetts, USA. È uno dei tipi di superficie usato dall'Association of Tennis Professionals e dalla Women's Tennis Association, quali ad esempio:
- Australian Open (dal 2008 al 2019)
- Internationaux de Nouvelle-Calédonie
- Bendigo International
- Dow Tennis Classic 2021

## Descrizione

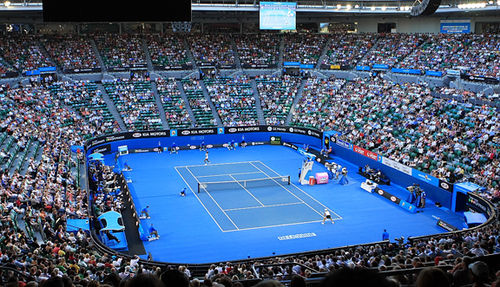
Rod Laver Arena, Australian Open 2008

Vi sono quattro differenti tipi di Plexicushion: Prestige, Tournament, Competition, e 2000. Le superfici Plexicushion sono costituite da due elementi principali, sebbene la stratificazione possa raggiungere 6 strati (Prestige) o addirittura 10 (2000, per superfici rovinate):
- Substrato Plexicushion: si tratta di una miscela di lattice, gomma e particelle plastiche sviluppata per ammortizzare gli shock fisici. Questa caratteristica permette di ridurre gli impatti che verrebbero altresì trasmessi agli arti inferiori dell'atleta, riducendone lo stress e l'affaticamento muscolare.
- Superficie esterna: composta al 100% acrilico Plexipave, la superficie esterna è realizzata in parte con materiali inorganici, per ridurre l'impatto ambientale, e fornisce la resistenza, la durezza e la rigidità necessaria per il rimbalzo sfalsato della pallina.

### Australian Open
Il 30 maggio 2007 l'Australian Open e Tennis Australia hanno annunciato che il Plexipave Prestige sarebbe stato la nuova superficie dell'Australian Open. La superficie è stata installata in tempo per l'Australian Open 2008, ed è stato accompagnato da un cambiamento di superfici alle vigilie dei tornei dell'Australian Open.
Tra gli uomini, Novak Đoković è il giocatore con più successi su Plexicushion, con le sue sette vittorie all'Australian Open (2008, 2011, 2012, 2013, 2015, 2016 e 2019) ottenute su Plexicushion. Serena Williams (2009 e 2010, 2015) è la donna che ha ottenuto più successi all'Australian Open su questa superficie.